# Dicranopygium grandifolium
Dicranopygium grandifolium är en enhjärtbladig växtart som beskrevs av Gunnar Wilhelm Harling. Dicranopygium grandifolium ingår i släktet Dicranopygium och familjen Cyclanthaceae. Inga underarter finns listade.